# こうのきよし
こうの きよし（1970年2月8日 - ）は、日本の政治家、元お笑いタレント、元放送作家である。高槻市議会議員（2期）。本名および旧芸名は鴻野 潔（こうの きよし）。

## 人物・来歴
大阪市立東高等学校では野球部に所属し、野茂英雄から三塁打を打ったこともある。同校在学中に森脇健児司会のテレビ大阪『オゲンコ特ッ派員』に素人ながら定期的に出演する。それがきっかけとなり、松竹芸能に所属し、北野誠に弟子入り。その後、読売テレビ『ざまぁKANKAN!』などにレギュラー出演。
また6人組のお笑いユニット「どすこい隊」を結成し、「今宮子供えびすマンザイ新人コンクール」こども大賞を受賞。
同ユニット解散後はかっくんとコンビ「やぶからボー」を結成、1996年の第17回ABCお笑い新人グランプリ、第26回NHK上方漫才コンテスト本選に勝ち進んだ。また、「爆笑BOOING」にも出場し、3週勝ち抜いた。
コンビ解散後はピン芸人、松竹芸能養成所講師、作家活動を行っている。そのため大阪と東京を往復する生活を続けていた。またまえだまえだの座付き作家でもあった。
デビュー時から所属していた松竹芸能を2017年で退所。
NHK『いないいないばあっ!』、『ワンワンわんだーらんど』の脚本やJ:COM 高槻『わがまち探偵団』などの芸能界の仕事を退き、2019年4月の高槻市議会議員選挙にて無所属新人で出馬、4,971票（44人中4位）で当選。2023年4月の選挙でも再選。

## 出演番組

### 過去の出演番組
- オゲンコ特ッ派員（テレビ大阪）
- ざまぁKANKAN!（読売テレビ）
- コンビニTV TKOのおきて（KBS）
- 青春ベジタブル（KBS）
- あすか（NHK）
- 花火でポン（J:COM 神戸・三木）
- わがまち探偵団（J:COM 高槻、2001年10月 - 2018年12月）- きよし探偵役、レギュラー出演。